# 葛利斯3470b
葛利斯3470b（Gliese 3470 b，縮寫為GJ 3470b），是環繞恆星葛利斯3470的太陽系外行星，在天球上位於巨蟹座。該行星的質量稍低於地球的14倍，半徑約為地球的4.3倍。

## 概要
葛利斯3470b被認為類似迷你海王星，儘管天文學家最初相信它可能不像太陽系的氣體巨行星一樣表面被雲層覆蓋。GJ 3470b的大氣層首次由日本天文學家福井曉彥、成田憲保和黑崎健二於2013年觀測到。之後福井表示假設大氣主要由氫和氦構成，大氣層質量將佔行星總質量5-20%。相較之下，地球大氣層的質量只佔地球總質量0.0001%，這代表GJ 3470b的大氣層相當濃厚。2015年，一組天文學家使用拉斯昆布瑞天文台全球望遠鏡網路觀測的報告指出在GJ 3470b的大氣層中觀測到瑞利散射。他們的觀測成果發表在天文物理期刊，論文中的結論是造成大氣層瑞利散射的最合理解釋是大氣層主要由氫和氦組成，這導致該行星被濃厚雲層和霧霾籠罩。因為瑞利散射，一般認為GJ 3470b在人的眼中是呈現藍色。GJ3470b至今仍是恆星葛利斯3470周圍唯一被發現並進行深度觀測分析的系外行星。
2018年12月15日，天文學家公布GJ 3470b的大氣層正在流失中。天文學家認為發生原因是因為該行星距離母恆星的距離不到水星和太陽距離的10%。天文學家推測這顆大氣層流失中的行星表面溫度大約1200K。計算結果顯示GJ 3470b的大氣層流失速率是前一個已知流失速度最快行星的3倍。天文學家也預測大氣層中的任何液體蒸氣也會跟著一起流失。 一旦大氣完全蒸發，預期將只剩下由岩石組成的核心。

## 圖集

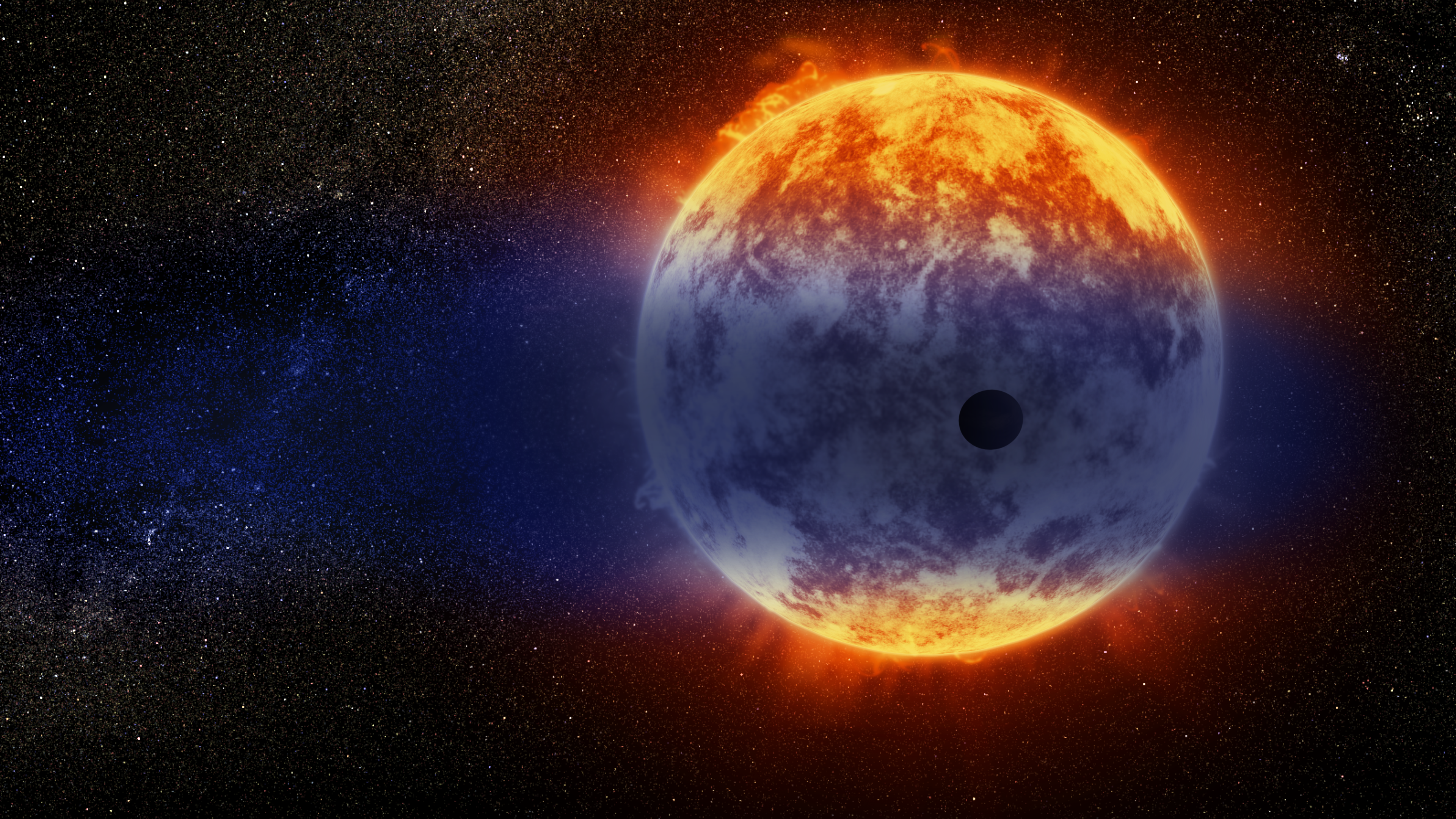
GJ 3470b的大氣層流失想像圖[6]。